# Danielle Darrieux
Danielle Darrieux (født 1. maj 1917 i Bordeaux, død 17. oktober 2017) var en fransk skuespillerinde og sanger med en filmkarriere, som strakte sig over 80 år.
Darrieux debuterede i 1931 og blev snart populær i en række glamourøse og romantiske roller som baronesse Maria Vetsera, kronprins Rudolfs elskerinde, i Mayerling-dramaet fra 1936. Hun leverede en række karakterroller i film af Max Ophüls som La Ronde (Kærlighedskarrusellen, 1950), Le Plaisir (1952) og Madame de... (Madames juveler 1953). Hun spillede også i Joseph L. Mankiewicz' 5 Fingers (Operation Cicero, 1952) og Julien Duviviers Marie-Octobre (1958). Hun havde den kvindelige hovedrolle i Lady Chatterley's Lover (Lady Chatterleys elsker) (1955), instrueret af Marc Allégret
og siden i Jacques Demys Les Demoiselles de Rochefort (Pigerne fra Rochefort 1967). Darrieux havde i en høj alder stadig filmroller og fik stor opmærksomhed for sin rolle i François Ozons 8 femmes (8 kvinder - og et mord 2002), som hun fik en European Film Award for som bedste skuespillerinde. Kort før sin død faldt hun under prøverne til en teaterforestilling.